# Sven Amtsberg
Sven Amtsberg (* 1972 in Hannover) ist ein deutscher Schriftsteller und Verleger.

## Leben
Sven Amtsberg lebt seit 1996 in Hamburg. Er ist als Schriftsteller und Veranstalter von Lesungen tätig; daneben war er Gründungsmitglied des Hamburger literarischen
Clubs Die Macht e. V. Zeitweise betrieb er den 1995 von ihm gegründeten
Schwamm-Verlag. Amtsberg schreibt Erzählungen und Romane. 2001 sowie 2008 erhielt er den Hamburger Förderpreis für Literatur. Des Weiteren organisiert er Stadtführungen mit erfundenen Informationen. Um angehende Schriftsteller auf ihrem schwierigen Weg zum Erfolg zu unterstützen, gründete er 2009 die Autorenschule Autorendock; dort werden Seminare für angehende Schriftsteller angeboten.
Von Dezember 2010 bis Mai 2012 erschien donnerstags seine Kolumne Amtsbergs Ansichten im Hamburger Abendblatt.
Für seine Kurzgeschichte Rakete Schmidt wurde ihm 2019 der Würth-Literaturpreis (1. Platz, 5.000 €) verliehen,  2020 erhielt er dann den Robert-Gernhardt-Preis (12.000 €) für ein Romanprojekt unter demselben Arbeitstitel.
Sein Roman Superbuhei (2017) wird laut dem Branchenmagazin Buchmarkt 2025 verfilmt, in der Hauptrolle Oliver Korittke.

## Werke
- Aufzeichnungen burlesker Fresken, Hamburg 1996
- 103, Hamburg 2000 (zusammen mit Thomas Tannenberg)
- Das Mädchenbuch, Reinbek bei Hamburg, Rowohlt-Taschenbuch-Verl., 2003
- Mitarbeit bei Gedankenspiele, Butjadingen: Achilla-Presse, 2008
- Meine Tage als Schriftsteller : eine Geschichte, Hamburg: Literatur-Quickie, Probsthayn & Gerlach  2010
- Die Wahrheit über Deutschland : Städtetouren für Besserwisser, Reinbek bei Hamburg, Rowohlt-Taschenbuch-Verl., 2011
- 111 Gründe, den FC St. Pauli zu lieben: Eine Liebeserklärung an den großartigsten Fußballverein der Welt , Schwarzkopf & Schwarzkopf Verlag, 2013
- Paranormale Phänomene: Fast wahre Geschichten. METROLIT, Berlin 2014
- Superbuhei, Frankfurt a. M., Frankfurter Verlagsanstalt, 2017

## Herausgeberschaft
- Belangen, -hagen, Langenhagen 1995
- Onkel Schwamms Bücherstunde, Hamburg